# Strangeitude
Strangeitude è il terzo album in studio del gruppo musicale britannico Ozric Tentacles, pubblicato nel 1991.

## Tracce
1. White Rhino Tea – 5:55
2. Sploosh! – 6:26
3. Saucers – 7:32
4. Strangeitude – 7:32
5. Bizarre Bazaar – 4:07
6. Space Between Your Ears – 7:48
7. Live Throbbe – 7:16
8. Weirditude (Re-release bonus track) – 5:13

## Formazione
- Ed Wynne - chitarra, sintetizzatore
- Roly Wynne -basso
- John Egan - flauto, voce
- Joie Hinton - sintetizzatore
- Merv Pepler - batteria
- Paul Hankin - congas (tracce 2 e 7)